# Dracula benedictii
Dracula benedictii es una especie de orquídea epífita originaria de la Cordillera Central y Cordillera Occidental,  Colombia.

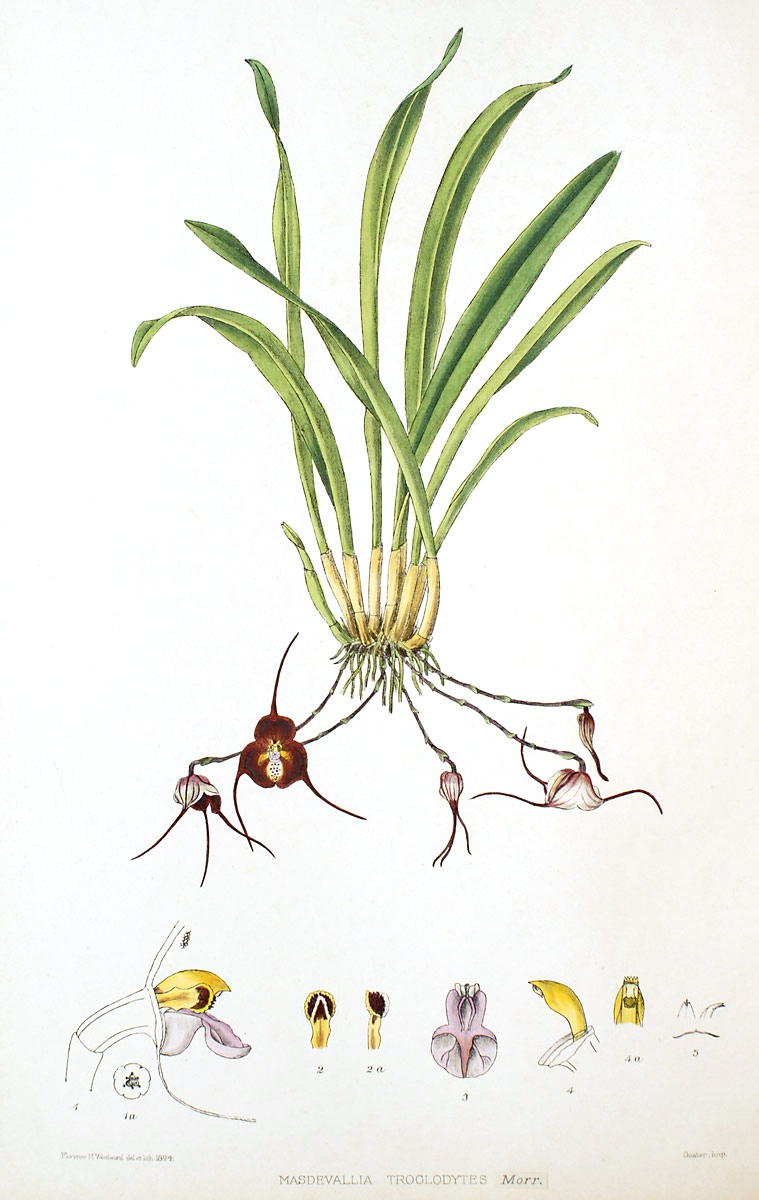
Dracula benedictii
(sin. Masdevallia troglodytes)
placa en:
Florence H. Woolward
The Genus Masdevallia
(1896)

## Descripción
Es una orquídea con hábitos de epífita creciente con delgados y erectos ramicaules envueltos basalmente por 2-3 vainas sueltas, tubulares y llevando una sola hoja, apical, erecta, delgadamente coriácea, muy estrechamente obovada a lineal, aguda, estrechándose gradualmente debajo en la base conduplicada y subpeciolada. Florece en la primavera y el verano en una congestionada inflorescencia, púrpura, horizontal descendente, de 7,5 cm de largo con pocas flores que aparecen sucesivamente y que surgen de forma baja, en el ramicaule con brácteas en cada junta y brácteas florales tubulares.

## Distribución y hábitat
Se encuentra en el centro de Colombia en los bosques nubosos en las elevaciones de 1700 a 2300 metros.

## Taxonomía
Dracula benedictii fue descrita por (Rchb.f.) Luer y publicado en Selbyana 2: 194. 1978.
Etimología
Dracula: nombre genérico que deriva del latín y significa: "pequeño dragón", haciendo referencia al extraño aspecto que presenta con dos largas espuelas que salen de los sépalos.
benedictii; epíteto otorgado en honor de Benedict Roezl, (recolector de orquídeas de Bohemia y descubridor de la especie).
Sinonimia
- Masdevallia benedictii Rchb.f. (Basionym)
- Masdevallia troglodytes E.Morren
- Dracula troglodytes (E.Morren) Luer
- Dracula hubeinii Luer
- Dracula benedictii var. hubeinii (Luer) Hermans[6][7]